# Dobozy Bertalan
Dobozy Bertalan, Dobozi (Tiszakeszi, 1816. február 8. (keresztelés) – Eger, 1865. november 4.) színész.

## Életútja
Nemes származású, szülei Dobozy Pál és Gruber Ilona előkelő földbirtokosok voltak. Sárospatakon a kollégiumban tanult, majd a főbb városokban szerzett tapasztalatai után 1842-ben telepedett meg Miskolcon, mint hölgyruha készítő.
1846 tavaszán Láng Ádám társulatánál Miskolcon működött, azután Pozsonyi Alajoshoz szerződött Erdélybe, onnan Bács Károlyhoz, (ahol azon időben Kántorné mint pénztárosnő volt alkalmazva). 1848-ban Kilényi Dávidnál működött Kolozsvárott, ekkor besorozták nemzetőrnek. A Bach-korszakban Pósa Mihály társulatánál szerepelt, Tordán, Déván, Fogarason, — majd Egerbe ment, mindenütt bujdosnia kellett. Meghalt 48 éves korában, 1865-ben. 
Felesége: Szilágyi Julianna (Sátoraljaújhely, 1818. december 11. – Budapest, 1904. május 15.), akivel 1842. május 10-én kötött házasságot Miskolcon. Leányuk Sipos Károlyné Dobozy Lina, színésznő.